# ساجدة الموسوي
ساجدة حميد حسن الموسوي(1950) شاعرة عراقية مقيمة في الإمارات العربية المتحدة. ولدت في بغداد. ودرست فيها وتخرّجت بجامعتها بشهادة الإجازة في الآداب عام 1975. عملت موظّفة في المركز الثقافي العراقي في لندن عام 1989 لمدّة أربع سنوات. انتخبت لأكثر من دورة لعضوية المجلس المركزي للاتحاد العام للأدباء والكتاب في العراق، ولعضوية مجلس إدارة نقابة الصحفيين العراقيين. وكانت عضواً في المكتب التنفيذي للاتحاد العام لنساء العراق، كما تولّت منصب مديرة تحرير مجلّة المرأة عدة سنوات. عيّنت في وزارة الثقافة والإعلام.

## أعمالها
- طفلة النخل، صدر بطبعتين الأولى، بغداد 1979، والثانية، بيروت 1981.
- هوى النخل، بغداد، 1983.
- الطلع، بغداد، 1986.
- عند نبع القمر، بغداد، 1987.
- البابليات، بغداد، 1989.
- قمر فوق جسر المعلق، عمان، 1992.
- شهقات، بغداد، 1996.
- السرى لسهيل، بغداد، 2000.
- رسائل إلى سكان الأرض، مختارات مترجمة إلى الإنكليزية، صدرت بطبعتين الأولى نيويورك 2000، والثانية، بغداد 2002.
- هديل اليمام، مختارات شعرية، دمشق 2004.
- تباريح سومرية، دمشق 2004.
- ويبقى العراق، دمشق 2006.